# Cantó de la Vall de la Tet
El cantó de la Vall de la Tet és una divisió administrativa francesa, situada a la Catalunya del Nord, al departament dels Pirineus Orientals, creat pel decret del 26 de febrer de 2014 i que entrà en vigor després de les eleccions municipals de 2015. És el número 16 dels cantons actuals de la Catalunya del Nord.

## Composició

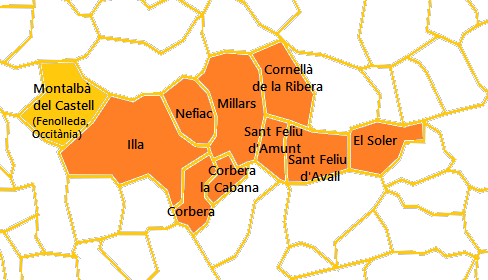
Mapa del Cantó de la Vall de la Tet

- Fenolleda ((occità): Fenolheda)
  - Montalbà del Castell ((occità): Montalban del Castèlh)
- Rosselló
  - Corbera
  - Corbera la Cabana
  - Cornellà de la Ribera
  - Illa
  - Millars
  - Nefiac
  - Sant Feliu d'Avall
  - Sant Feliu d'Amunt
  - el Soler (cap del cantó).

## Història
A les eleccions departamentals franceses de 2015 va entrar en vigor una nova redistribució cantonal, definida pel decret de 26 de febrer de 2014, en aplicació de les lleis del 17 de maig de 2013 (loi organique 2013-402 i loi 2013-403). A partir d'aquestes eleccions els consellers departamentals són escollits per escrutini majoritari binominal mixt. Des d'aquestes eleccions els electors de cada cantó escullen dos membres de sexe diferent al consell departamental, nova denominació del consell general, i que es presenten en parella de candidats. Els consellers departamentals són escollits per sis anys en escrutini binominal majoritari a dues voltes; per l'accés a la segona volta cal un 12,5% dels vots inscrits en la primera volta. A més es renoven la totalitat de consellers departamentals. El nou sistema de votació requeria una redistribució dels cantons, i el nombre es va reduir a la meitat arrodonit a la unitat senar superior si el nombre no és sencer senar, així com unes condicions de llindar mínim. Als Pirineus Orientals el nombre de cantons passaria de 31 a 17.
El nou cantó de la Vall de la Tet és format amb comunes dels antics cantons de Millars (8 comunes) i de Vinçà (2 comunes). Amb aquesta redistribució administrativa el territori del cantó supera els límits del districte, amb 8 comunes situades al de Districte de Perpinyà i 2 al de Prada. La seu del cantó és a el Soler.

## Consellers generals
Al final de la primera volta de les eleccions departamentals franceses de 2015 hi havia passat tres binomis: Damienne Beffara i Robert Olive (PS, 34,94%), Sandrine Dogor i Robert Rappelin (FN, 32,76%) i Robert Raynaud i Armelle Revel-Fourcade (Unió de la Dreta, 24,84%). La taxa de participació fou del 59,58% (11.121 votants sobre 18.665 inscrits) contra el 55,72% a nivell departemental i 50,17% a nivell nacional.
En la segona volta, Damienne Beffara i Robert Olive (PS) foren elegits amb el 40,86% dels vots emesos i amb una taxa de participació del 63,29% (6.619 vots d'11.812 votants i 18.665 inscrits).